# Ballisodare
Ballisodare är en ort i republiken Irland. Den ligger i den norra delen av landet, 180 km nordväst om huvudstaden Dublin. Ballisodare ligger 23 meter över havet och antalet invånare är 1 344.
Terrängen runt Ballisodare är platt åt sydost, men åt nordväst är den kuperad. Runt Ballisodare är det ganska glesbefolkat, med 23 invånare per kvadratkilometer. Närmaste större samhälle är Sligo, 7,0 km norr om Ballisodare. Trakten runt Ballisodare består i huvudsak av gräsmarker.